# Райда Михайло Михайлович
Михайло Михайлович Райда (нар. 16 січня 1994) — український футбольний арбітр. У 2019 році розпочав обслуговувати футбольні матчі чемпіонату України у першій лізі. У 2023 році розпочав обслуговувати футбольні матчі чемпіонату України у Прем'єр-лізі.